# Echipament de laborator
În chimie prin echipament de laborator se înțelege totalitatea instrumentelor, aparaturii de laborator, accesoriilor (mijloace) ajutătoare folosite pentru lucrări științifice cum sunt analize și sinteze într-un laborator chimic. Acesta include unelte ca arzătorul Bunsen, aparate ca microscopul etc. Un alt exemplu important de echipament de laborator este categoria paharelor, în care intră pahare precum paharul Berzelius sau cristalizorul.
De asemenea, există și instrumente mai complicate, cum ar fi instrumentele științifice.

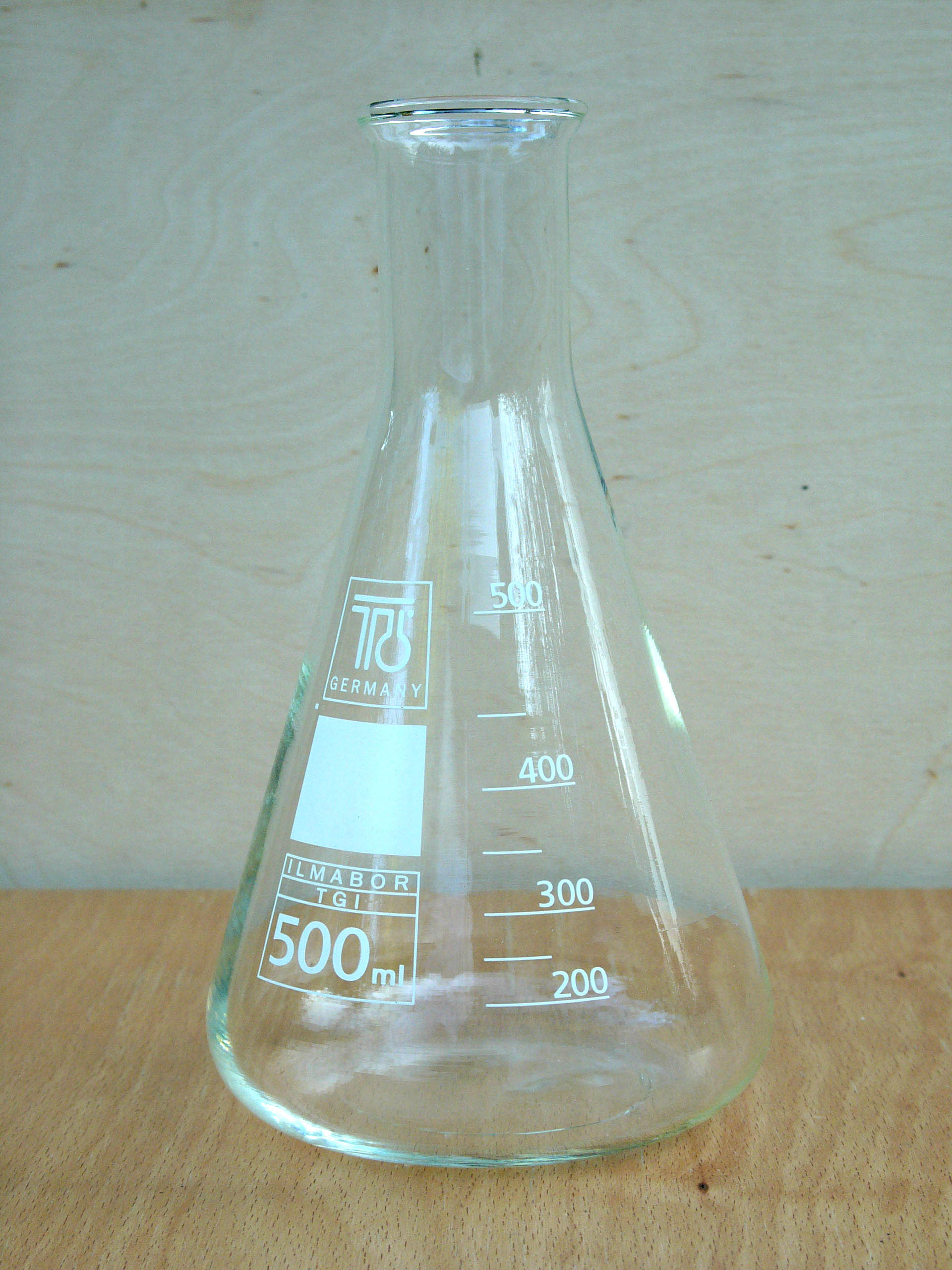
Un pahar Erlenmeyer de 500 ml
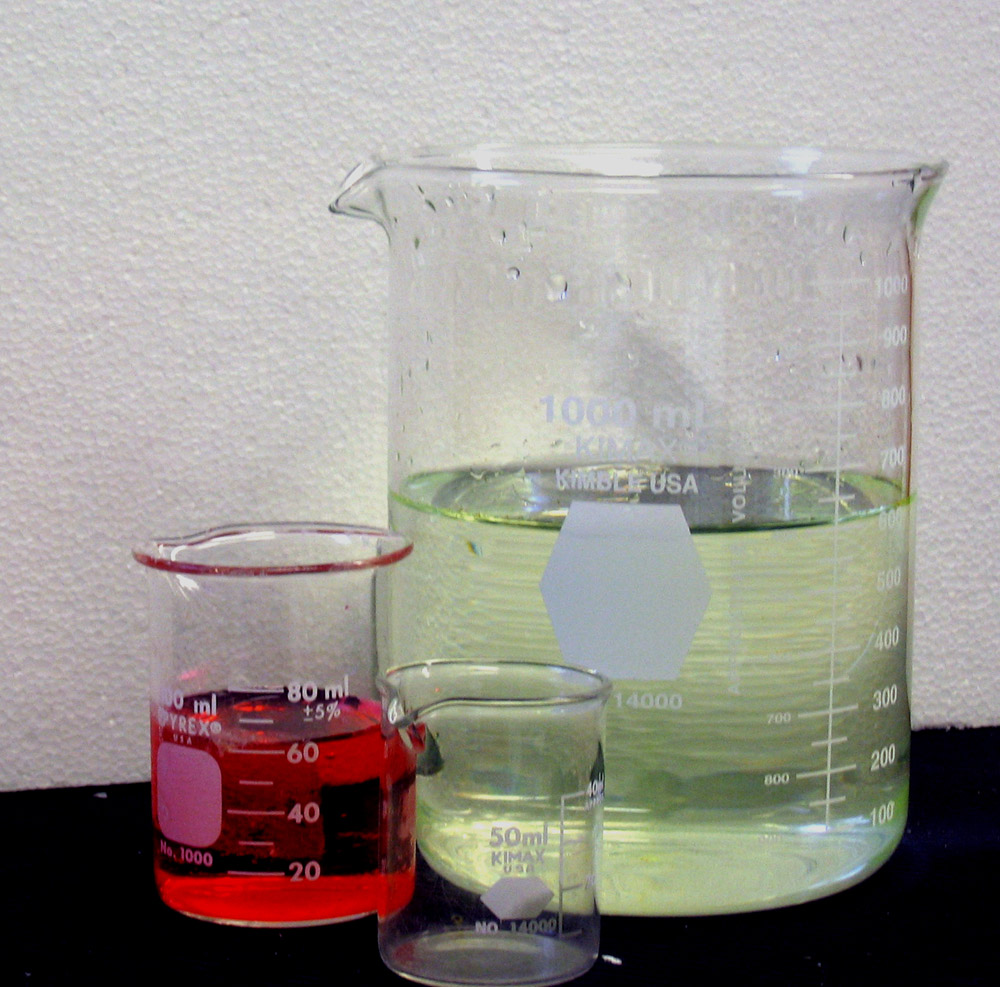
Pahare Berzelius de diverse dimensiuni
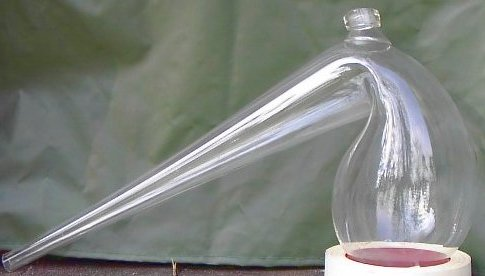
O retortă